# Raccordo autostradale 8
Der Raccordo autostradale 8 (italienisch für ‚Autobahnzubringer 8‘) ist ein Autobahnzubringer im Nordosten Italiens, der die Adriaküste mit Ferrara und der Autobahn A13 verbindet. Der RA8 ist vierspurig (zwei Fahrstreifen pro Richtung) ohne Standstreifen ausgebaut. Verwaltet wird er von der ANAS.
Das Dekret Decreto Legislativo 29 ottobre 1999, n.461 hat den RA10 nicht in das Autobahnnetz Italiens aufgenommen, sondern ihn als Straße von nationalen Interesse eingestuft. 2001 erhielt er aufgrund eines weiteren Dekretes (Decreto del Presidente del Consiglio dei Ministri del 21 settembre 2001) die Bezeichnung RA 8. Die Bezeichnung RA8 kommt auf keiner Hinweistafel entlang der Strecke vor. Diese zeigen die Bezeichnung Raccordo autostradale FE-Porto Garibaldi.

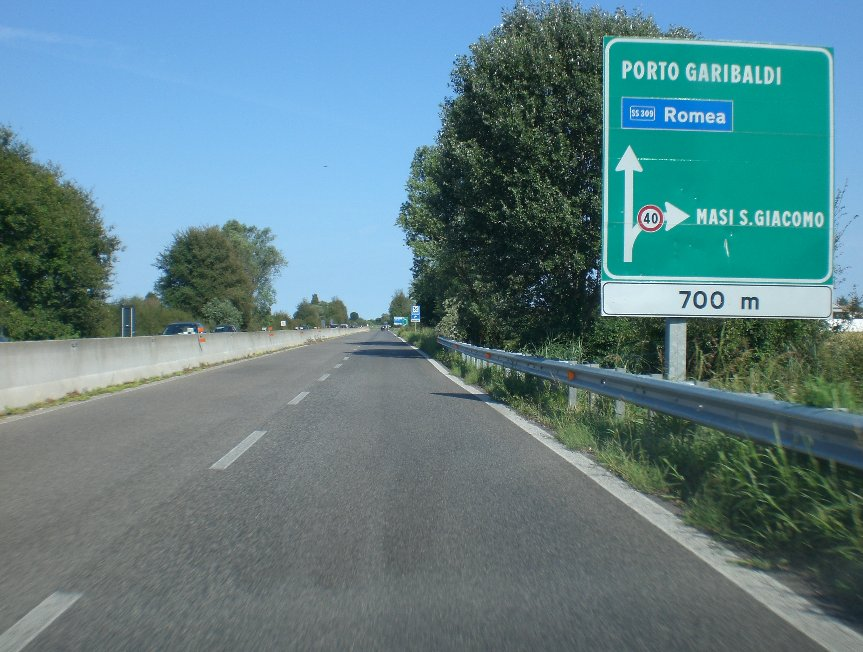

## Verlauf
Der RA 8 ist 54 km lang und liegt vollständig in der Region Emilia-Romagna.
Bei Porto Garibaldi an der Adriaküste zweigt der RA8 von der italienischen Staatsstraße SS 309 Romea ab.
Anschließend verläuft er landeinwärts durch die Poebene und durch  die  Valli di Comacchio.
Die wichtigsten Orte entlang der Strecke sind Comacchio, Migliarino, Gualdo, Cona sowie Ferrara. Hier mündet er in die A13.
Bislang ist der RA 8 wie die meisten italienischen Autobahnzubringer nicht mautpflichtig.

## Sanierungsmaßnahmen
Am 21. Oktober 2009 begann die Ausschreibung zur Übertragung des Autobahnzubringers an eine private Gesellschaft, die die Autobahn dann 50 Jahre lang in Konzession betreiben und erhalten soll. Die Kosten betragen 633.000.000 Euro.